# Kjell Fallqvist
Kjell Fallqvist, född 1954, är en brandingenjör och tidigare VD. Grundare av Brandkonsulten Kjell Fallqvist AB. 
Grundare av tre stipendier tillägnade studenter på Lunds Tekniska Högskola, brandingenjörslinjen, till minne av bland andra professor Ove Pettersson. Tidigare medlem i Boverkets Referensgrupp Brand. 
Tidigare ordförande i Sveriges Brandkonsult Förening BRA.